# 枢机主教肖像
《枢机主教肖像》是意大利文艺复兴大师拉斐尔的一幅木板油画，绘制于约1510–1511年。现藏于马德里的普拉多博物馆。